# God blesse
God blesse - Katagena
Ne doit pas être confondu avec God bless.
 (janvier 2018).
Si vous disposez d'ouvrages ou d'articles de référence ou si vous connaissez des sites web de qualité traitant du thème abordé ici, merci de compléter l'article en donnant les références utiles à sa vérifiabilité et en les liant à la section « Notes et références ».
Albums de Damien Saez
Jours étranges
(1999) Debbie
(2004)
God blesse est le deuxième album de Damien Saez, sorti le 26 mars 2002. Il s'agit d'un double album, comprenant le CD God blesse et le CD Katagena. L'album s'est classé à la 10e place des charts en France, à la 26e en Belgique francophone et à la 52e en Suisse.
Certains titres de l'album, sont uniquement en libre téléchargement sur internet. Dans une interview, Damien Saez explique qu'il refusait que son appétit musical débordant augmente le prix du disque et a donc choisi de mettre quelques musiques sur internet.

## L'album

### Sonorités
Cet album se distingue par la variété des styles musicaux, allant du rock et de la pop politiques, romantiques voire psychédéliques à la dance et la techno, en passant par des chansons-hommage à la Chanson française et des plages instrumentales où Saez joue au piano accompagné d'un orchestre.

### Liste des titres

#### CD1:God blesse
Toutes les chansons sont écrites et composées par Damien Saez.
| 1.    | J'veux du nucléaire             | 5:30 |
| 2.    | Solution                        | 3:10 |
| 3.    | So Gorgeous                     | 5:23 |
| 4.    | No Place for Us                 | 3:36 |
| 5.    | Light the Way - Interlude       | 3:16 |
| 6.    | Isn't It Love II                | 2:56 |
| 7.    | Sexe                            | 5:05 |
| 8.    | W T C                           | 2:30 |
| 9.    | J'veux qu'on baise sur ma tombe | 4:32 |
| 10.   | Route 666                       | 2:19 |
| 11.   | Ice Cream Trip on an Acid Van   | 3:47 |
| 12.   | Thème II - Partie 1             | 8:03 |
| 13.   | Be My Princess                  | 5:46 |
| 14.   | Perfect World                   | 3:37 |
| 15.   | Thème II - Partie 2             | 3:45 |
| 16.   | Light the Way                   | 5:31 |
| 66:06 |                                 |      |

#### CD2:Katagena
Toutes les chansons sont écrites et composées par Damien Saez.
| 1.    | Thème I - Intro       | 1:15  |
| 2.    | Thème I               | 14:03 |
| 3.    | Isn't It Love I       | 2:56  |
| 4.    | Les Condamnés         | 8:05  |
| 5.    | À ton nom             | 2:48  |
| 6.    | Saint-Pétersbourg     | 3:32  |
| 7.    | Massoud               | 4:50  |
| 8.    | Les Hommes            | 7:16  |
| 9.    | Usé                   | 5:19  |
| 10.   | Voici la mort - Intro | 0:48  |
| 11.   | Voici la mort         | 12:46 |
| 12.   | Silence               | 0:12  |
| 13.   | Menacés mais libres   | 5:36  |
| 67:13 |                       |       |

## Au cinéma
Damien Saez est contacté par Brian De Palma pour participer à la création de la bande originale du film Femme fatale, qui sort en salle en avril 2002,. La chanson qui a été choisie pour l'occasion, Sexe, extraite de son deuxième album, fait alors beaucoup de bruit,. Du fait de ses paroles crues, certaines radios refusent de diffuser la chanson, et le clip n'est pas diffusé à la télévision.